# سلامة بن قيصر
سلامة بن قيصر الحضرمي وقيل سلمة شامي مختلف في صحبته ولي بيت المقدس زمن عمر بن الخطاب وقد مات هناك ودفن بها.
روى عنه أَبُو الخير مرثد بْن عَبْد اللَّهِ اليزني، وَأَبُو الشعثاء عمرو بْن ربيعة الحضرمي.

## أقوال العلماء في صحبته
قال ابن أبي حاتم: ليس حديثه بشئ من وجه يصح ذكر صحبته
قال أبو زرعة: سلامة بن قيصر ليست له صحبة، روى عن أبي هريرة وروى عنه عمرو بن ربيعة.